# Goniothalamus uniovulatus
Goniothalamus uniovulatus là loài thực vật có hoa thuộc họ Na. Loài này được Lauterb. & K.Schum. mô tả khoa học đầu tiên năm 1898.